# Nürnberg (Schiff, 1908)
Die Nürnberg war ein Kleiner Kreuzer der Königsberg-Klasse der Kaiserlichen Marine.
Charakteristisch für die drei letzten Schiffe dieser Klasse war die ungleiche Aufstellung der drei Schornsteine. Der achtere Schornstein hatte einen größeren Abstand zum mittleren als der vordere, was ihm die scherzhafte Bezeichnung „detachierter Schornstein“ einbrachte.

## Einsatz
Die Nürnberg wurde am 10. April 1908 erstmals unter Fregattenkapitän Georg Schur in Dienst gestellt, um ihre Erprobungen durchzuführen. Schur hatte zuvor vom 29. Oktober 1907 bis 19. Januar 1908 schon die Erprobung der mit einem Turbinenantrieb ausgestatteten Stettin und dann vom 1. Februar bis 9. April 1908 die der Stuttgart geleitet. Er hatte damit alle drei Kleinen Kreuzer mit dem detachierten Schornstein als erster Kommandant geführt und abgenommen.
Schon am 11. Juli 1908 stellte die Nürnberg wieder für 20 Monate außer Dienst. Ursache war der chronische Personalmangel der Kaiserlichen Marine, der die Indiensthaltung aller modernen Einheiten und langfristige Auslandseinsätze oft nicht zuließ. Auch das Schwesterschiff Stuttgart war nach der Erprobung zehn Monate außer Dienst.

### Auslandseinsatz

Fahrt des Kreuzergeschwaders: Die Nürnberg wurde vorübergehend nach Hawaii detachiert

Am 1. Februar 1910 wurde die Nürnberg dann für eine Auslandsverwendung wieder in Dienst gestellt. Sie sollte beim Ostasiatischen Kreuzergeschwader den sechs Jahre älteren Kleinen Kreuzer Arcona ersetzen. Schon am 14. Februar startete sie zur Ausreise aus Wilhelmshaven. Anfang März traf sie in Port Said mit der schon auf dem Heimweg befindlichen Arcona zusammen und tauschte Teile der Besatzung aus. Am 5. April erreichte sie mit Singapur den Stationsbereich. Sie lief weiter zum Stützpunkt des Geschwaders nach Tsingtau. Eine erste große Reise im Geschwader war ab 20. Juni die Begleitung des Geschwaderflaggschiffes Scharnhorst über Saipan, das Truk-Atoll und Ponape nach Samoa, wo man ab dem 19. Juli mit den Stationären Cormoran und Condor zusammentraf und die neu zum Geschwader kommandierte Emden erwartete, die über Südamerika und den Pazifik ausmarschiert war und nach einem Langstreckentest am 22. Juli eintraf. Das Flaggschiff lief dann mit den beiden Kleinen Kreuzern nach Friedrich-Wilhelm-Hafen, wo das Vermessungsschiff Planet mit Maschinenhavarie lag. Die Nürnberg transportierte erst eine Polizeitruppe nach Hatzfeldhafen, wo Einheimische mehrere Arbeiter ermordet hatten. Danach leistete sie der Planet Unterstützung und schleppte sie vom 9. bis 24. September durch die Sundastraße nach Singapur zur Reparatur.
Weiter gehörten zum Kreuzergeschwader der Kleine Kreuzer Leipzig und ab 1911 das Schwesterschiff des Flaggschiffs, der Große Kreuzer Gneisenau. Dazu kamen noch vier Kanonenboote der Iltis-Klasse, drei Flusskanonenboote und die beiden Torpedoboote Taku und S 90.

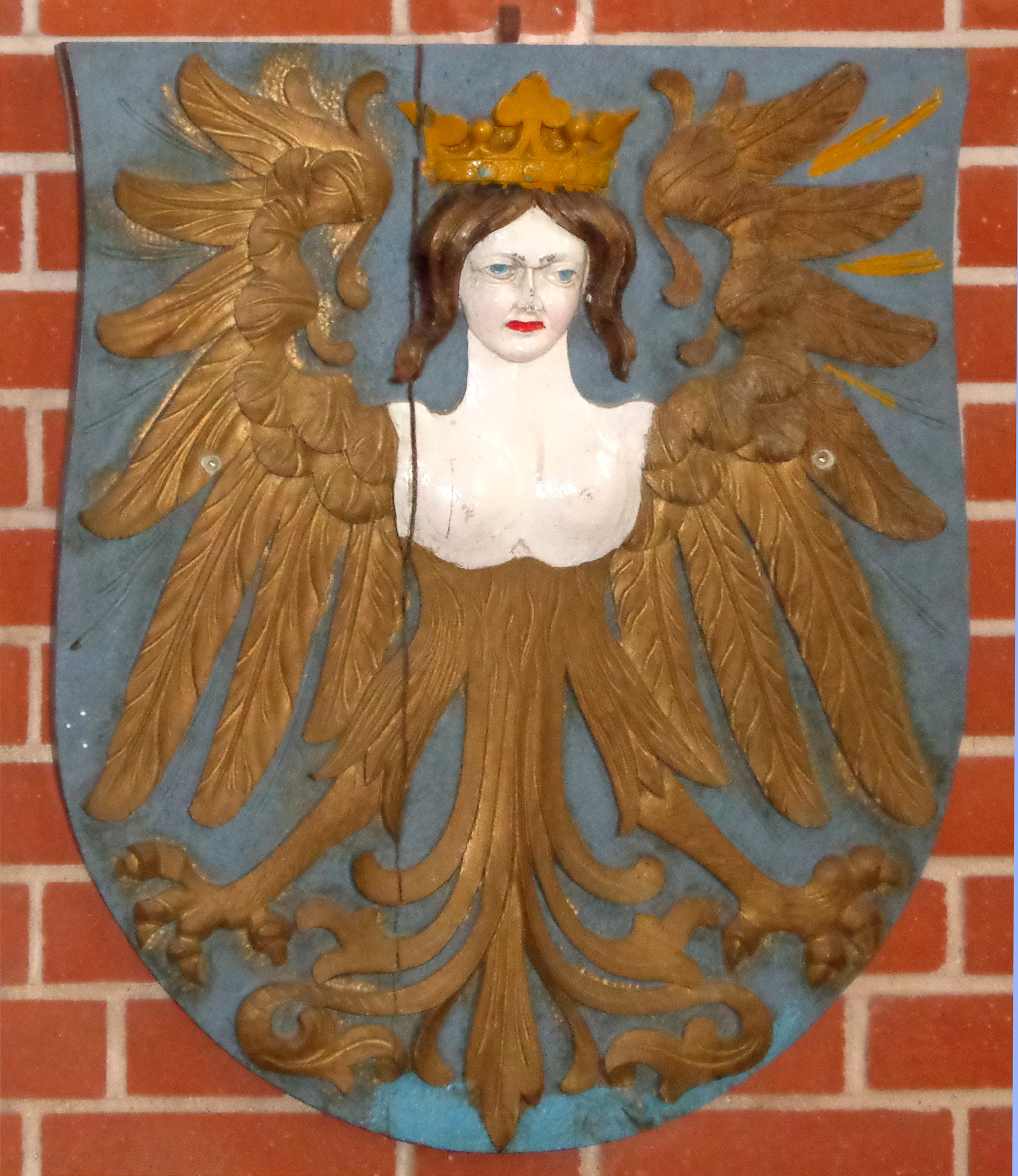
Das Wappen der Nürnberg

Reisen eines Besatzungsmitgliedes auf der Nürnberg von 1911–1913

Bei ihrem nächsten Einsatz griff die Nürnberg, gemeinsam mit der Emden und der Cormoran beim Aufstand der Sokehs auf der Insel Ponape Anfang 1911 ein. Ab Herbst 1911 war sie durch die chinesische Revolution an der chinesischen Küste gebunden und machte mit dem Geschwaderchef an Bord im Mai und Juni noch eine Fahrt auf dem Jangtse bis nach Hankau. Ende 1912 wurde sie auf der Tsingtauer Werft grundüberholt.
Am 16. Oktober 1913 trat die Nürnberg in Yokohama eine Fahrt zur Westküste Mexikos an, um deutsche, österreichische und Schweizer Bürger zu schützen und die deutschen Interessen während der in Mexiko herrschenden Unruhen zu wahren. Am 8. November lief sie mit La Paz den ersten mexikanischen Hafen an und lief dann weiter nach Mazatlán, das ihr Hauptstationierungshafen wurde. Sie arbeitete bei den Schutzaufgaben mit den englischen Sloops Algerine und Shearwater, amerikanischen Schiffen wie den Panzerkreuzern Pittsburgh, California, Maryland und den Kreuzern New Orleans, Albany und Raleigh sowie ab dem 25. Dezember auch dem japanischen Panzerkreuzer Izumo zusammen.
Ab dem 20. April verschärfte sich die Krise zu einem Konflikt der Mexikaner mit den Amerikanern und die Nürnberg übernahm, eng koordiniert mit dem japanischen Panzerkreuzer, den Schutz aller neutralen Ausländer. Ende Mai 1914 lief sie über Acapulco, Salina Cruz nach Panama-Stadt, um einen teilweisen Besatzungswechsel durchzuführen und Versorgungsgüter aus der Heimat zu übernehmen, die kurz vor der Fertigstellung des Panamakanals in Colón angekommen und per Eisenbahn nach Panama transportiert worden waren. Am 7. Juli traf sie in Mazatlan mit der Leipzig zusammen, die ihre Aufgaben übernahm. Um Reparaturen durchzuführen, ging die Nürnberg vom 14. bis zum 18. Juli noch ins Dock nach San Francisco, um danach von dort über Honolulu nach Apia zu gehen, wo sie mit der Scharnhorst und der Gneisenau zusammentreffen sollte. Die Verschärfung der Lage in Europa führte zum Befehl an die Nürnberg, direkt nach Ostasien zu gehen. Aber auch dazu kam es nicht mehr. Sie traf die beiden Großen Kreuzer noch auf dem Rückmarsch am 6. August 1914 bei Ponape.

### Der Marsch des Kreuzergeschwaders

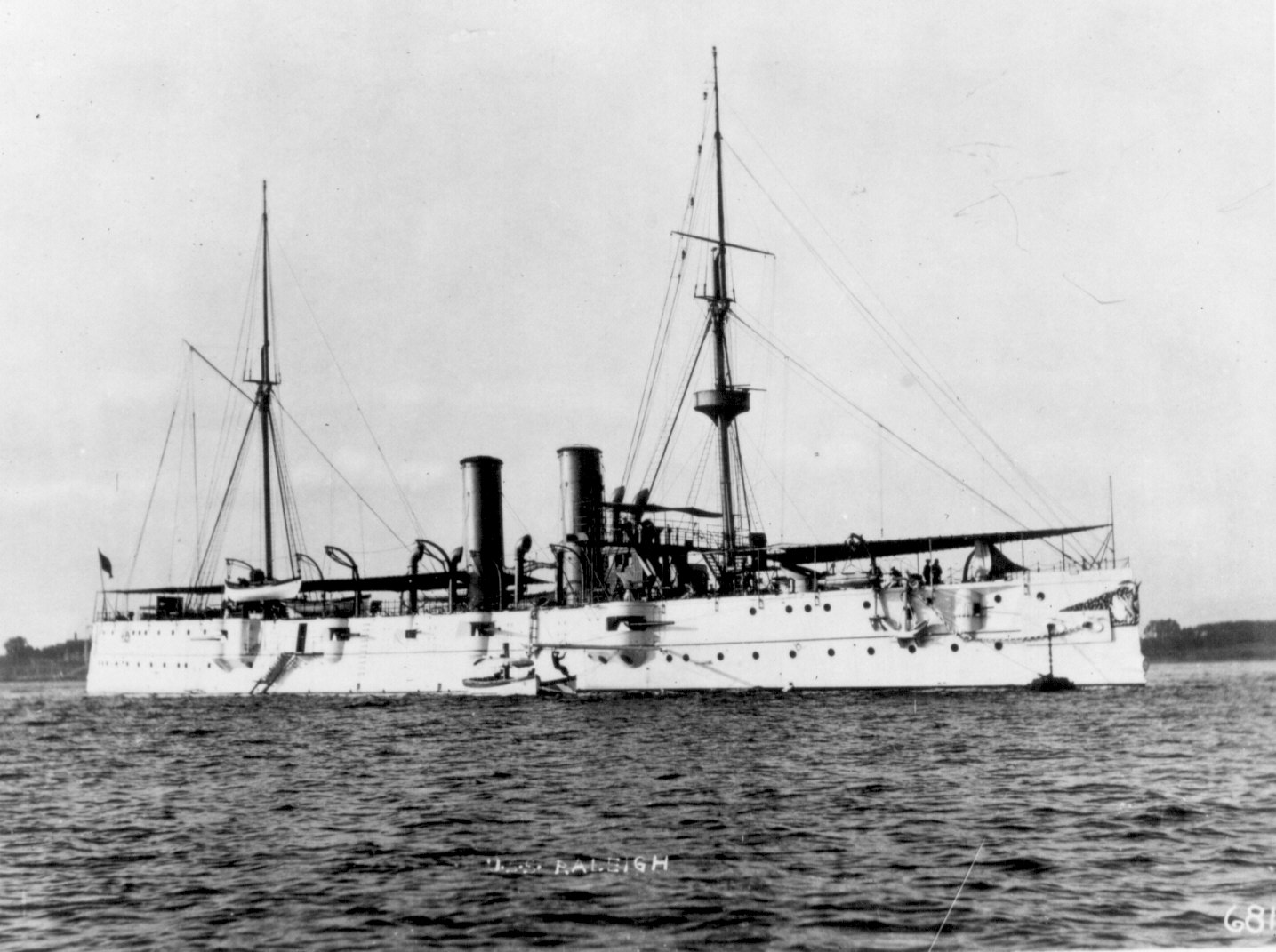
Die Raleigh

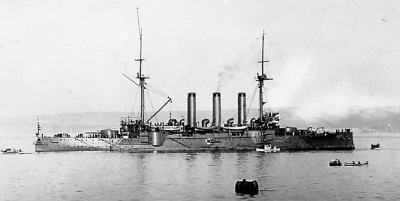
Die Izumo

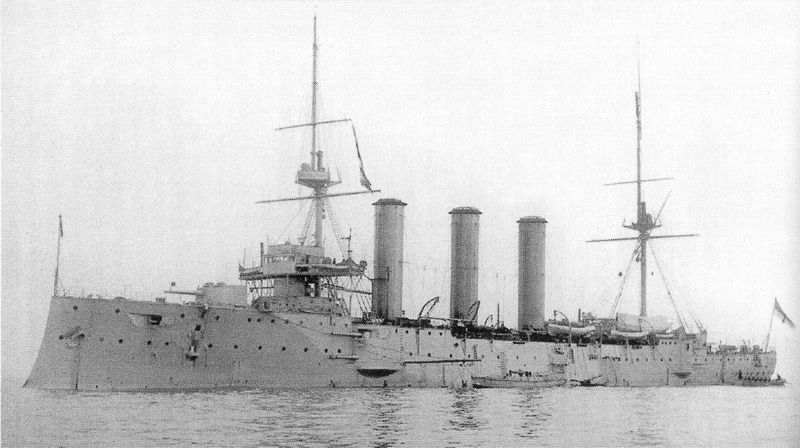
Die Monmouth

Kurz vor Ausbruch des Ersten Weltkrieges hatten die Großen Kreuzer Scharnhorst und Gneisenau eine Inspektionsfahrt in die deutschen Kolonien im Pazifik, nach Deutsch-Neuguinea und Deutsch-Samoa, begonnen. In Ponape erfuhr man von der Mobilmachung. Vizeadmiral Maximilian von Spee sammelte sein Geschwader ab dem 11. August bei der Insel Pagan (Marianen). Nach einer Kommandantenbesprechung führte der weitere Weg die deutschen Schiffe über die Marshallinseln, Samoa, Tahiti und die Osterinsel an die chilenische Küste. Die Nürnberg war vom 22. August bis zum 8. September detachiert, zunächst um Postsachen in Honolulu auf den Weg zu bringen und Nachrichten zu gewinnen, später ein weiteres Mal, um das Kabel von Kanada nach Australien bei der Fanning-Insel zu zerstören. Während die zwei Großen Kreuzer Papeete angriffen, lief die Nürnberg mit dem Tross weiter über den Pazifik.
An der chilenischen Küste traf das deutsche Geschwader am 1. November 1914 auf das britische Kreuzergeschwader des Vizeadmirals Christopher Cradock. Im Verlauf des Seegefechts bei Coronel konnte die Nürnberg, die anfangs nicht am Gefecht beteiligt war, da sie hinter dem Geschwader lief, gegen 21.00 Uhr den bereits schwer beschädigten Panzerkreuzer Monmouth versenken.
Am 3. und 4. November ergänzte die Nürnberg in Valparaíso zusammen mit den Großen Kreuzern Kohlen und Proviant. Anschließend übernahmen die deutschen Schiffe auf der offenen Reede von Mas a Fuera noch Kohlen und Vorräte von deutschen Handelsschiffen. Die Leipzig und die Dresden liefen zwischenzeitlich ebenfalls Valparaíso an, um Gerüchte ihrer Versenkung zu widerlegen. Erst am 15. November nahm das Geschwader mit den Versorgungsschiffen Amasis, Baden und Santa Isabel Kurs auf Kap Hoorn. Es geriet dabei in sehr schweres Wetter und ankerte nochmals vom 21. bis 26. November in der St.-Quentin-Bucht am Golfo di Penas, die ein vorbereiteter Versorgungspunkt war. Hier stieß noch die Seydlitz als dritter Versorger zum Geschwader, die schon am 20. Oktober Valparaíso mit 4.150 t Kohlen, Trinkwasser, Proviant und anderen Versorgungsgütern verlassen hatte und hier seit fast einem Monat lag. Sie hatte den mit 2.000 t Kohlen und Material für die Dresden bestimmten Kosmos-Dampfer Ramses schon geleert und wieder entlassen. Rechtzeitig trafen noch die Kosmos-Dampfer Memphis und Luxor mit weiteren 6.000 t Kohlen ein. Beide wurden geleert und mit der ebenfalls geleerten Amasis entlassen.
Nach dem Passieren von Kap Hoorn kam es zu einer weiteren Verzögerung, weil das Geschwader nochmals vor der Picton-Insel vom 2. bis zum 6. Dezember ankerte, um vor allem der Dresden Gelegenheit zur Übernahme weiterer Kohlen zu geben, so dass alle Schiffe Vorräte hatten, die bis auf die Höhe des Río de la Plata reichen würden. Gleichzeitig hatte man die britische Bark Drummuir mit 3000 t Kohlen aufgebracht, die nach Übernahme ihrer Ladung versenkt wurde. Hier entschied sich der Geschwaderchef in einer letzten Kommandantensitzung für den Angriff auf die Falklandinseln.

### Versenkung

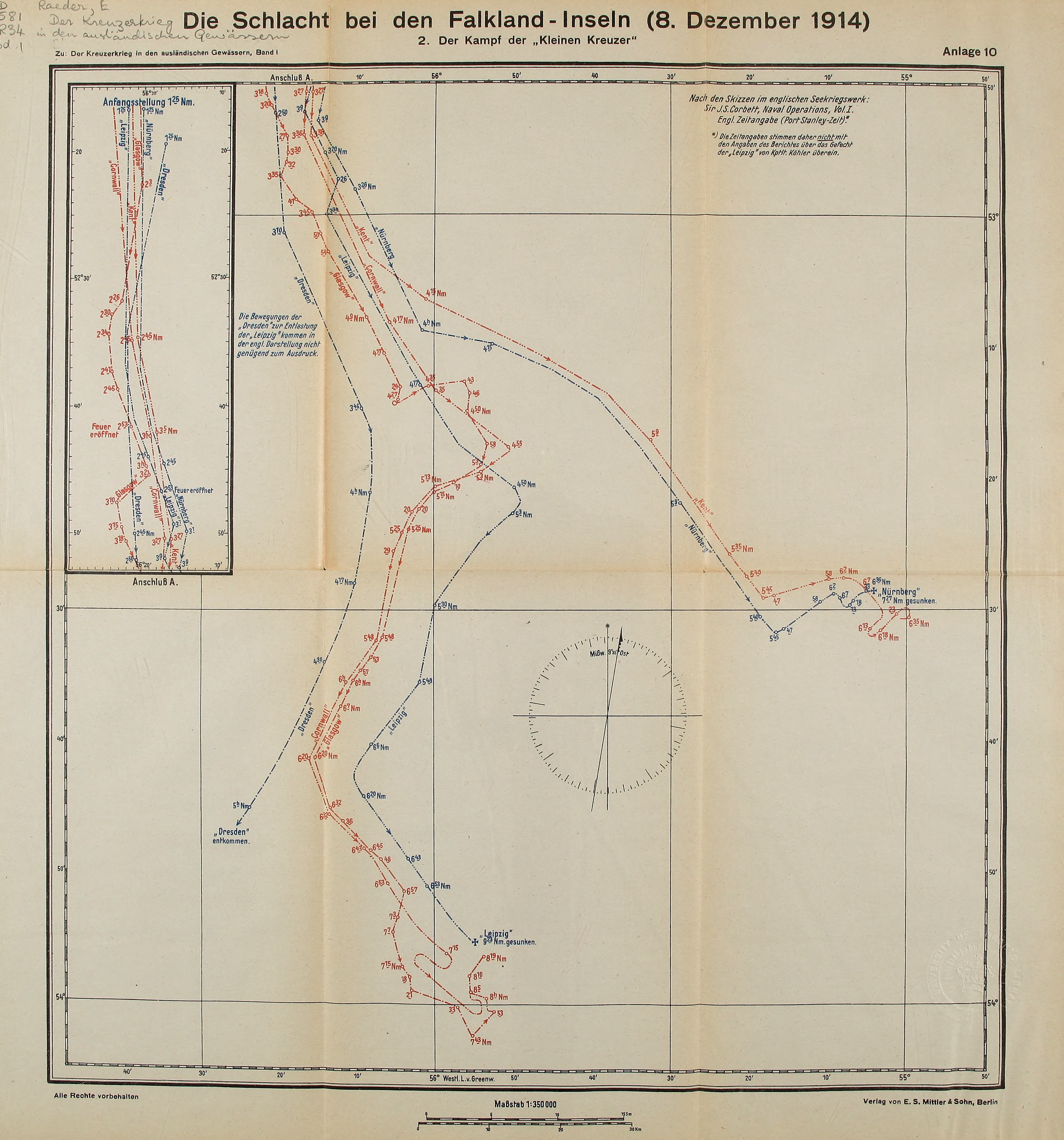
Der letzte Kurs der Nürnberg

Am frühen Morgen des 8. Dezember 1914 wollte Vizeadmiral Graf Spee den britischen Stützpunkt Port Stanley auf den Falklandinseln angreifen. Er wollte die Kohlenlager und die Funkstation dort zerstören und den britischen Gouverneur gefangen nehmen. Die Nürnberg und die Gneisenau liefen zur Aufklärung voraus. Als man schwere britische Einheiten im Hafen sichtete, kehrten beide Schiffe zum Geschwader zurück. Graf Spee versuchte mit Höchstfahrt nach Osten zu entkommen. Doch der erst am Vortag eingetroffene gegnerische Verband des Admiral Frederik Doveton Sturdee nahm die Verfolgung auf. Er bestand aus den Schlachtkreuzern Invincible und Inflexible, den Panzerkreuzern Cornwall, Kent und Carnarvon sowie den Leichten Kreuzern Glasgow und Bristol. Mittags hatten die Briten die Deutschen eingeholt. Um 13.20 Uhr signalisierte Graf Spee seinen Kleinen Kreuzern, dass sie nach Süden abdrehen sollten. Er selbst drehte mit den beiden Großen Kreuzern auf den Gegner zu. Die Nürnberg versuchte nach Südosten zu entkommen, wurde aber von der Kent, einem Schwesterschiff der bei Coronel versenkten Monmouth, verfolgt und gegen 18.30 Uhr bei 53° 28′ 30″ S, 55° 4′ 0″ W versenkt. Nur sieben Besatzungsmitglieder überlebten, 327 gingen mit dem Schiff unter. Der Kleine Kreuzer Dresden entkam als einziges deutsches Kriegsschiff der Vernichtung während des Seegefechts und wurde erst am 14. März 1915 von seiner eigenen Besatzung versenkt, nachdem er in neutralen chilenischen Gewässern von den Briten angegriffen worden war.

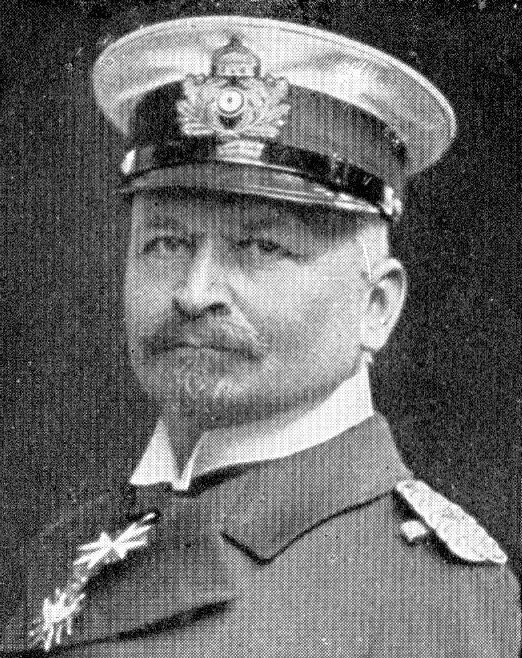
Kapitän zur See Karl von Schönberg, 1913/1914 Kommandant der Nürnberg

## Kommandanten

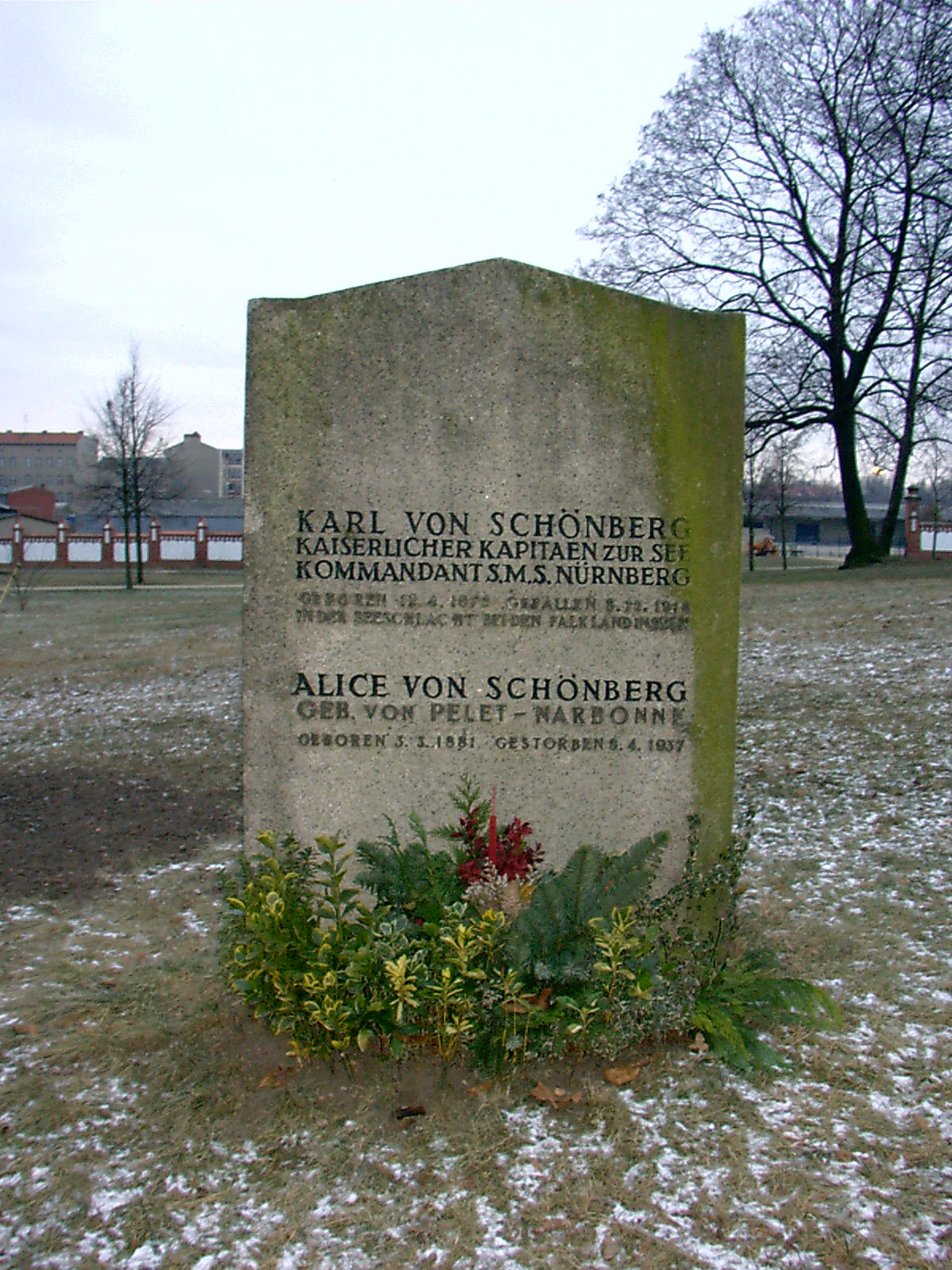
Grab des Kapitäns zur See Karl von Schönberg in Berlin

| 10. April bis 11. Juli 1908            | Fregattenkapitän Georg Schur                          |
| 1. Februar 1910 bis November 1911      | Fregattenkapitän/Kapitän zur See Carl Tägert          |
| November 1911 bis 19. Dezember 1913    | Fregattenkapitän / Kapitän zur See Hermann Mörsberger |
| 20. Dezember 1913 bis 8. Dezember 1914 | Fregattenkapitän / Kapitän zur See Karl von Schönberg |